# Бартломей Павелчак
Бартломей Павелчак  (пол. Bartłomiej Pawełczak, 7 червня 1982) — польський веслувальник, олімпійський медаліст.

## Виступи на Олімпіадах
| Олімпіада  | Дисципліна                              | Місце |
| ---------- | --------------------------------------- | ----- |
| Пекін 2008 | легка четвірка розстібна без стернового | 2     |